# Lophorochinia
Lophorochinia is een geslacht van kreeftachtigen uit de klasse van de Malacostraca (hogere kreeftachtigen).

## Soort
- Lophorochinia parabranchia Garth, 1969